# Tour d’Armorique
Die Tour d’Armorique war ein französisches Straßenradrennen.
Das Etappenrennen, welches für gewöhnlich Ende Mai im französischen Département Côtes-d’Armor stattfand und meistens drei oder mehr Etappen umfasste, wurde erstmals im Jahr 1976 und letztmals 1994 ausgetragen. Zwar wurde die erste Austragung des Eintagesrennens Route Adélie de Vitré in der Saison 1996 als Tour d’Armorique bezeichnet, war jedoch keine offizielle Nachfolgerin der Tour d’Armorique.

## Sieger
| - 1994 Emmanuel Magnien - 1993 Jean-Cyril Robin - 1992 Peter De Clercq - 1991 Jérôme Simon - 1990 Roberto Torres - 1989 Laurent Jalabert - 1988 Søren Lilholt | - 1987 Thierry Marie - 1986 Jörg Müller - 1985 Bruno Wojtinek - 1984 Pascal Campion - 1983 Jean-François Chaurin - 1982 Bernard Hinault - 1981 Bernard Vallet | - 1980 Patrick Friou - 1979 nicht ausgetragen - 1978 Alain Rocaboy - 1977 Michel Lesourd - 1976 Jacky Gadbled |